# Przylądek Nawarin
Przylądek Nawarin (ros. мыс Наварин) – górzysty przylądek w azjatyckiej części Rosji, południowy kraniec półwyspu ograniczającego od południowego zachodu Zatokę Anadyrską (Morze Beringa); współrzędne geograficzne 62°17′N 179°13′E/62,283333 179,216667.